# おおたにまいこ
おおたに まいこ（1974年1月30日 - ）は、日本の女優。東京都出身。身長164cm。

## 来歴・人物
元新国劇の俳優・大山克巳に弟子入り。日本舞踊では俳優林啓二に師事する。
趣味はダイビング、旅行、写真。特技は殺陣、日舞。
芸名を、大谷麻衣子からおおたにまいこへ改名。
2006年、俳優の佐野圭亮と結婚。義父に俳優の里見浩太朗、遠戚に俳優の佐野浅夫がいる。

## 出演

### テレビドラマ
- はぐれ刑事純情派（テレビ朝日）
  - 第12シリーズ 第23話「女教師の秘密!? 密室殺人の女！」（1999年9月1日） - 看護婦 役
  - 第13シリーズ 第10話「襲われた女子大生！殴られ屋が殺人犯!?」（2000年6月7日） - 大学生・宮原香織 役
  - 第14シリーズ 第1話「安浦刑事を愛した女 東京〜倉敷〜瀬戸内、空白の28年…危険な再会！」（2001年4月4日） - 喫茶店店員・伊藤 役
  - 第15シリーズ（2002年） - バー「さくら」店員・なみ 役（レギュラー）
- 大河ドラマ（NHK）
  - 武蔵 MUSASHI（2003年） - キリシタンの女 役
  - 風林火山（2007年） - マキ 役
  - 天地人（2009年） - 亜也 役
- 金曜時代劇「転がしお銀」（2003年、NHK総合） - しづ 役
- 連続テレビ小説「ファイト」（2005年、NHK）
- かながわウォーク（テレビ神奈川） - レポーター
- 水戸黄門 (パナソニック ドラマシアター) (TBS・C.A.L）
  - 第40部 第12話「藩主の嫁も楽じゃない・鶴岡」（2009年） - 佐知 役（義父里見と共演）
  - 第43部 第17話「疑惑に満ちた雨の宿・木更津」（2011年） - お松 役
- 水曜ミステリー9「刑事吉永誠一 涙の事件簿8・虹が消えた交差点」（2011年、テレビ東京）
- 土曜ワイド劇場
  - 「火災調査官・紅蓮次郎12・炎の動きが読める!?」（2012年、テレビ朝日） - 野中美里 役
  - 「遺品の声を聴く男5・狙われた天才ピアニストと美貌の母!」（2014年、朝日放送） - 木村早苗 役
- 月曜ゴールデン「ヤメ刑探偵 加賀美塔子2・その女…元刑事!盗まれたミイラを取り戻せ!」（2012年、TBS） - 船山小百合 役
- すぐ死ぬんだから（2020年、NHK BSプレミアム） - 編集者 役

### 舞台
- 「血の婚礼」蜷川幸雄演出（セゾン劇場）
- 藤田まこと公演 「剣客商売」「浮雲」「剣客商売」「必殺仕事人」他
- 里見浩太朗公演 「長七郎江戸日記」「遠山の金さん」他
- 松平健公演 「暴れん坊将軍」 - お庭番小雪役 / お千代役 他
- 藤山直美公演 「南地大和屋へらへら踊り」
- 「ほろほろ」JOE company（本多劇場）
- 「明治一代女」スタジオK2（三越劇場）
- 松井誠2008年全国ツアー